# Prunetalia spinosae
Prunetalia spinosae R.Tx. 1952 — порядок растительности класса Querco-Fagetea (по классификации Матушкевича — единственный порядок класса Rhamno-Prunetea). Представляет собой вторичные древесно-кустарниковые сообщества на тёплых сухих и часто карбонатных почвах.
Диагностические виды: Euonymus europaeus, Clematis vitalba, Cornus sanguinea, Crataegus laevigata, Crataegus monogyna, Crataegus rhipidophylla, Euonymus verrucosa, Prunus spinosa, Rhamnus catharticus, Rosa canina, Rosa pimpinellifolia, Rosa tomentosa, Ulmus minor, Acer campestre.
Включает союзы:
- Prunion spinosae
- Berberidion vulgaris
- Prunion fruticosae
- Salicion arenariae